# Abacaria subfusca
Abacaria subfusca är en nattsländeart som beskrevs av Douglas E. Kimmins 1962. Abacaria subfusca ingår i släktet Abacaria och familjen ryssjenattsländor. Inga underarter finns listade i Catalogue of Life.